# Pěstování chlorelly v českých podmínkách

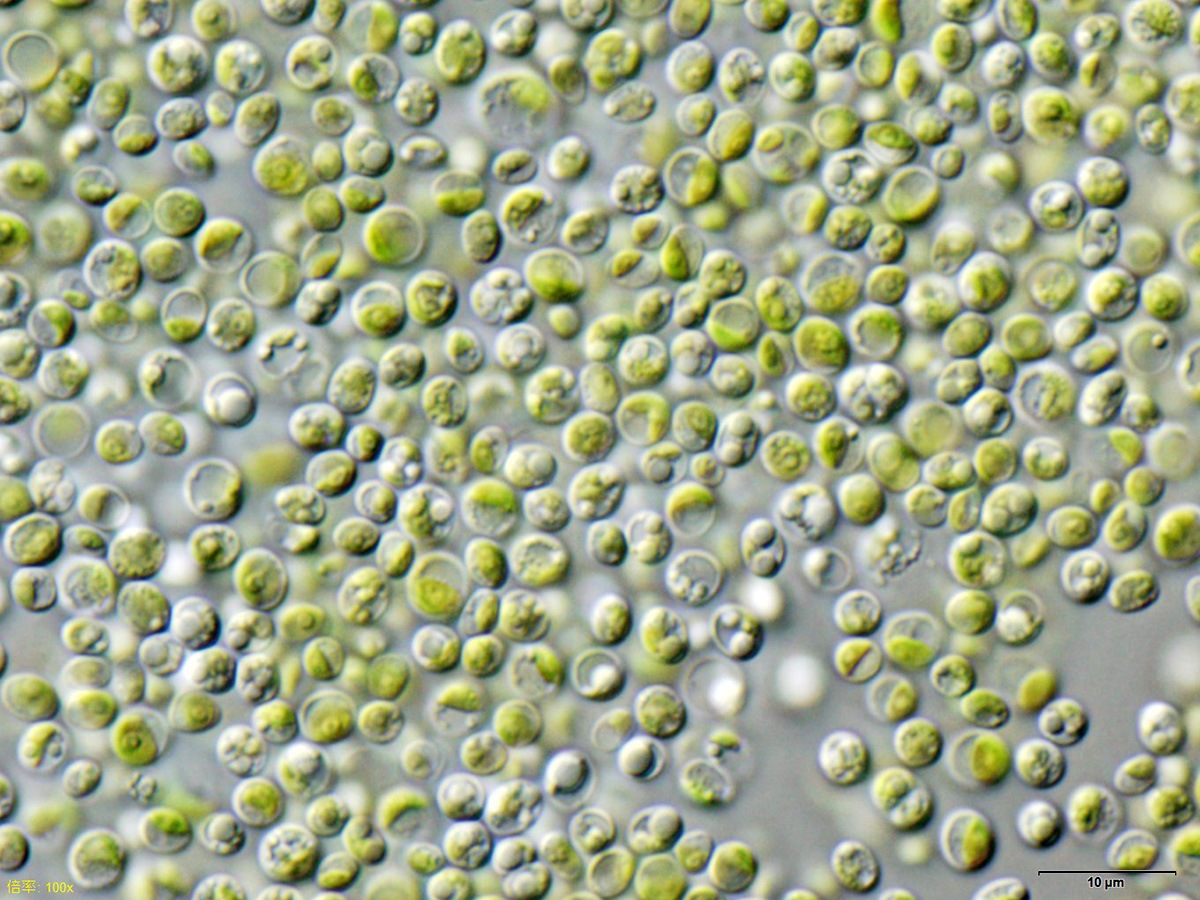
Chlorella vulgaris

Pěstování chlorelly v českých podmínkách je náročnější pro nedostatek slunečního záření, přesto se zde chlorella a další mikrořasy pěstují.
Chlorella se staletí tradičně pěstuje a konzumuje v Asii. Má tam příznivé klimatické podmínky pro rychlý růst. Pěstuje se většinou v hlubokých jezerech či nádržích, kde ale často není možné zaručit čistotu jak vody, tak vzduchu. Tento způsob pěstování se nazývá autotrofní. Zjednodušeně lze říct, že ze vzduchu, vody a slunečního světla, za přítomnosti živin a stopových prvků, dochází prostřednictvím fotosyntézy k vytvoření organické hmoty.
Při heterotrofním způsobu pěstování se pěstuje v bioreaktorech při umělém světle nebo ve tmě a jako zdroj uhlíku se používá substrát, nejčastěji glukóza, sacharóza nebo glycerol.

## Autotrofní pěstování

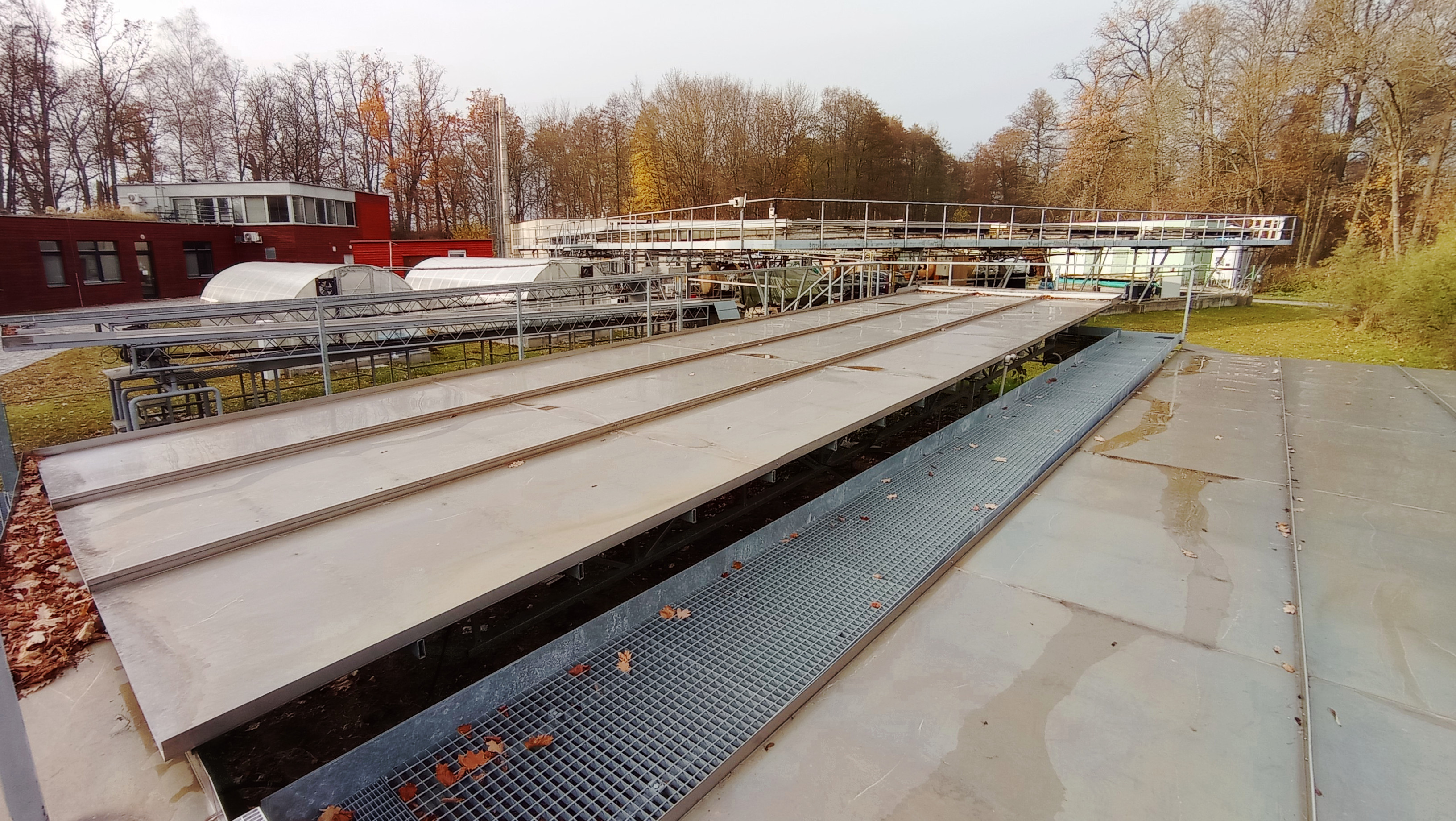
Kaskádový systém po ukončení kultivačního období

### Kaskádové zařízení
Koncem padesátých let dvacátého století byly obavy z nedostatečné výživy obyvatelstva, především nedostatku bílkovin a vitamínů. Vznikla tak praktická zakázka na využití řas k potravinářským a farmaceutickým účelům. Úkolu se ujal RNDr. Ivan Šetlík, CSc., který se, přičiněním především prof. Málka, s částí svého košického týmu přesunul na pracoviště do Mikrobiologického ústavu v Třeboni.
V šedesátých letech dvacátého století se díky úsilí doktora Šetlíka a jeho týmu podařilo vybudovat špičkové a světově proslulé pracoviště na výzkum a využití autotrofních mikroorganismů, mezi něž chlorella patří. Tým musel řešit náročné technologické otázky, které je přivedly ke konstrukci biotechnologického zařízení na pěstování řas pod širým nebem v podmínkách jižních Čech. Po spuštění zařízení v roce 1960 se tehdejší Československo stalo pátou zemí, ve které se chlorella začala pěstovat a využívat pro potřeby farmaceutického průmyslu a pro konzumaci.
Zařízení pro autotrofní pěstování chlorelly je sestaveno z ocelové konstrukce, na které leží skleněné tabule. Plochy jsou nakloněné tak, aby po nich stékala suspenze chlorelly optimální rychlostí. Pod plochou jsou retenční nádrže, do kterých suspenze stéká a zpětně se přečerpává na plochu. Řasová suspenze stéká po sklu v tenkých vrstvách o tloušťce pouhých několika milimetrů. Sluneční záření, které je potřebné pro fotosyntézu, se takto dostane ke každé buňce. Díky slunci, živnému roztoku a oxidu uhličitému dochází k rychlému růstu. Chlorella vypěstovaná v Třeboni má vysokou kvalitu a čistotu, jaké se nedá dosáhnout žádným jiným způsobem pěstování. V současnosti se chlorella pěstuje na ploše 900 m2 a výnosy se za sezónu pohybují okolo 25 až 30 tun sušené řasy v přepočtu na 1 hektar. Kultivační sezóna v klimatických podmínkách jižních Čech trvá zhruba 150 dnů. Velmi brzo se o kaskádové zařízení začali zajímat vědci z jiných států a způsob pěstování chlorelly na těchto systémech se rozšířil za hranice republiky. Toto zařízení bylo patentováno.
Kaskádové systémy spojují výhody pěstování v otevřených systémech, včetně nižších nákladů, s výhodami pěstování v uzavřených bioreaktorech, kde je vysoká turbulence suspenze, vysoká koncentrace chlorelly a tím i dosažení vysokých výnosů.

#### Nová moderní jednotka
V červenci 2013 byla uvedena do provozu nová, automatická, vysoko produkční venkovní jednotka s plochou 100 m2. Tato kaskáda slouží především k produkci chlorelly o požadovaném chemickém složení. Chemické složení je závislé od složení živného roztoku. Dá se ovlivnit například množství lipidů.Taková biomasa pak může sloužit k výrobě biopaliv.

### Sklizeň a zpracování
Jakmile dosáhne hmotnost chlorelly 30g na litr suspenze, sklidí se. Cykly se počítají v řádu dní. Po sklizení se suspenze musí odstředit a propláchnout, aby se odstranily zbytky živného roztoku. Vzhledem k tomu, že chlorella má obal z fibrózní celulózy, je nutné tento obal rozrušit a cenný obsah, který je uvnitř buňky, uvolnit. Této proceduře se říká dezintegrace. Postup vyvinutý v Algatechu je účinný víc než 85% a je srovnatelný s účinností postupů vyvinutých v zahraničí. Nakonec se chlorella suší sprejovou metodou.

## Heterotrofní pěstování
Pro heterotrofní  pěstování chlorelly se od sedmdesátých let dvacátého století používají bioreaktory a fermentory. V devadesátých letech se začaly používat pro produkční pěstování především v Japonsku. Výhodou tohoto způsobu pěstování jsou dobře definovatelné podmínky, které lze zopakovat a není potřeba světlo. Naopak je potřeba dodávat organické sloučeniny, které jsou zdrojem uhlíku a energie a kyslík. Velmi důležité je zajištění čisté, nekontaminované kultury jako násadu a intenzivní míchání během růstu. Chlorella vypěstovaná heterotrofním způsobem má méně chlorofylu a ve srovnání s autotrofně pěstovanou řasou není tak sytě zelená.
V Centru řasových technologií Algatech je technologická hala pro celoroční heterotrofní pěstování. Kromě toho jsou v rámci aplikovaného výzkumu vyvíjeny bioreaktory a fermentory pro heterotrofní pěstování podle zadání. Jedním ze zadání byl experiment ve vesmíru.

### Experiment Chlorella 1
Experiment Chlorella 1 měl za cíl zjistit, zda je možné chlorellu pěstovat také ve vesmíru. Experiment byl proveden na palubě Saljutu 6 v březnu 1978 československým kosmonautem Vladimírem Remkem.
V začátcích vesmírných letů byly řešeny otázky výživy kosmonautů, zásobování kyslíkem a odstraňování oxidu uhličitého. Chlorella oxid uhličitý spotřebovává, uvolňuje kyslík a má význam pro výživu,
Celý experiment připravil tým doktora Šetlíka spolu s Akademií věd Ukrajiny a byl natolik zajímavý, že se dostal do citací NASA. Experiment byl pečlivě připraven, byla připravena i celá řada záložních variant. Byly vyvinuty speciální kulovité komůrky, ve kterých byly řasy vyneseny na oběžnou dráhu. Tam se vložily do kultivačního zařízení, ve kterém devět dní rostly. Srovnávací experiment se prováděl v laboratořích v Třeboni ve dvou sadách. Experiment byl úspěšný. Potvrdil, že chlorella dobře roste i při mikrogravitaci a je možné ji ve vesmíru pěstovat. Jedna věc se však pokazila. Jedna ze sad v laboratoři byla kontaminovaná. Díky záložní sadě bylo možné experiment vyhodnotit. Zjistilo se, že nejsou významné rozdíly v růstu chlorelly ve vesmíru a v pozemských podmínkách.

## Význam a využití
Od začátku šedesátých let přinesly řasové biotechnologie vyvíjené v Centru Algatech celou řadu využití:
- ve výživě lidí
- ve výživě hospodářských zvířat a ryb
- jako hnojivo v zemědělství
- v kosmetice
- ve farmacii
- jako zdroj biopaliv
- potenciální zdroj kyslíku
- k čištění komunálních vod - mikrořasy dokážou vázat těžké kovy.[10][11]

Na komplexní využití chlorelly jako obnovitelného zdroje a tím i udržitelnosti poukázal exponát ALGA OASIS v českém pavilonu na Světové výstavě EXPO 2020 v Dubaji.
Rod chlorella zahrnuje asi 100 druhů a problémem je neustálé přejmenovávání. Po roce 1997, kdy v Evropské unii začaly nové potraviny a potravinářské výrobky podléhat přísným kritériím schvalování, vznikly mnoha firmám distribuujícím výrobky s chlorellou problémy. Dlouhému procesu schvalování se vyhnou pouze potraviny a potravinářské suroviny, které se konzumovaly před rokem 1997. Díky rozsáhlým sbírkám různých druhů  chlorelly v Algatechu je možné dokázat konzumaci před rokem 1997 a tím se tomuto zdlouhavému kroku vyhnout. Tím význam dlouhodobého pěstování této drobné zelené řasy v České republice ještě vzrůstá.